# 科默肖爾鎮區 (新澤西州)
科默肖爾鎮區（英語：Commercial Township）是位於美國新澤西州坎伯蘭縣的一個鎮區。

## 地方資料
科默肖爾鎮區的面積為89.13平方千米，當中陸地面積為82.66平方千米，而水域面積為6.47平方千米。根據2020年美國人口普查的數據，當地共有人口4669人，而人口密度為每平方千米52.38人。